# Fanny i Alexander
Fanny i Alexander je švedski dramski film u režiji Ingmara Bergmana iz 1982. godine. Dobio je 4 Oscara 1983.: za najbolji strani film, za najbolju fotografiju, za najbolju scenografiju i za najbolji dizajn kostima. osvojio je i Zlatnog globusa za najbolji strani film.
Ima dvije verzije: kino verziju, koja traje 188 minuta i televizijsku u trajanju od 312 minuta, poznata i kao redateljeva verzija.

## Radnja
Godina je 1907. U švedskom gradu Uppsali žive Alexander, njegova sestra Fanny i drugi članovi obitelji Ekdahl. Oboje su sretni, sve dok njihov otac Oscar iznenada ne umre, a njihova se majka Emilia ponovno uda, ovaj put za protestanstskog biskupa Edvarda Vergérusa. On je čovjek autoriteta i strogoće. Terorizira članove obitelji. U pomoć dolazi njihov prijatelj Isak Jacobi ...

## Glavne uloge
- Gunn Wĺllgren - Helena Ekdahl
- Allan Edwall - Oscar Ekdahl
- Bertil Guve - Alexander Ekdahl
- Pernilla Allwin - Fanny Ekdahl
- Erland Josephson - Isaak Jacobi
- Jan Malmsjö - Biskup Edvard Vergerus
- Börje Ahlstedt - Prof. Carl Ekdahl
- Ewa Fröling - Emilie Ekdahl
- Christina Schollin - Lydia Ekdahl
- Jarl Kulle - Gustav Adolf Ekdahl
- Mona Malm - Alma
- Gunnar Björnstrand - Filip Landahl